# Séisme de 1934 au Népal-Bihar
Le séisme de 1934 au Népal-Bihar est l’un des séismes les plus meurtriers dans l’histoire du Népal et de l'Inde,,. Les districts de Munger, Katmandou et Muzaffarpur sont sévèrement touchés. Ce séisme d’une magnitude d'environ 8,3 a lieu le 15 janvier 1934 aux alentours de 14 h 13 IST (soit 8 h 43 UTC) et cause de gros dégâts dans le nord du Bihar et au Népal.

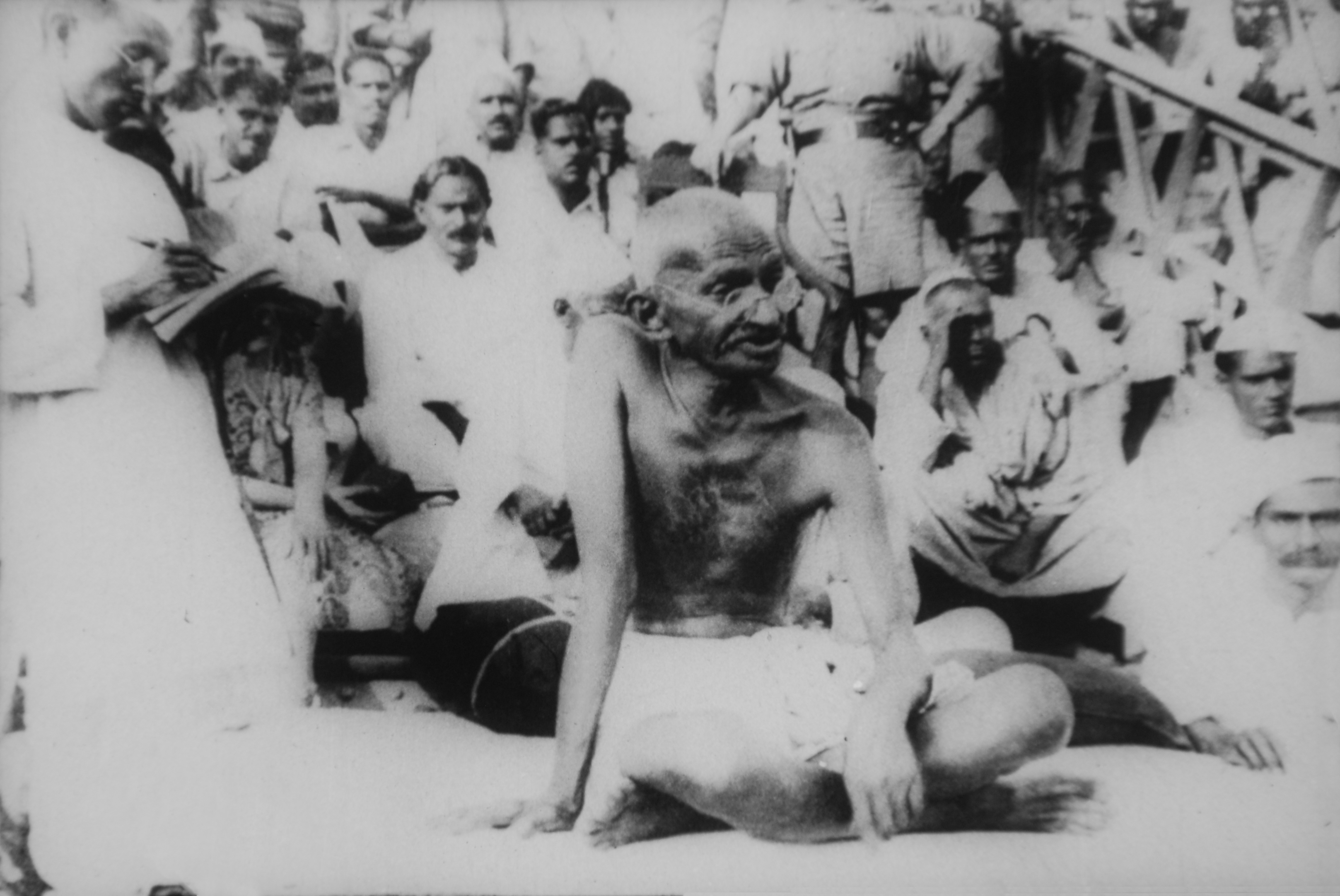
Gandhi visitant le Bihar après le séisme.